# Kreayshawn
Natassia Gail Zolot (São Francisco, Califórnia, 24 de setembro de 1989), mais conhecida como Kreayshawn, é uma diretora de videoclipes e rapper americana. 
Enquanto participava como membro de um grupo de rap, que formava com suas amigas, ela lançou seu single de estreia, o viral "Gucci Gucci", em 2011. A popularidade da música e seu vídeo levou-a a um contrato com a gravadora Columbia Records logo depois. Seu álbum de estreia, Somethin' 'Bout Kreay, foi lançado em 14 de setembro de 2012. Ao contrário de "Gucci Gucci", o álbum não foi bem-sucedido comercialmente.